# Eduardo Pincelli
Eduardo Pincelli (São José do Rio Preto, Brasil, 23 de abril de 1983) es un futbolista brasilero. Juega de mediocampista y su equipo actual es el Ethnikos Achnas de la Primera División de Chipre.

## Clubes
| Club                   | País   | Año           | PJ | Goles |
| ---------------------- | ------ | ------------- | -- | ----- |
| Ethnikos Achnas        | Chipre | 2008 - 2012   | 65 | 4     |
| Nea Salamina Famagusta | Chipre | 2012 - 2013   | 12 | 0     |
| Alki Larnaca FC        | Chipre | 2013          | 10 | 2     |
| Duque de Caxias        | Brasil | 2013          | 6  | 0     |
| Aris de Limassol       | Chipre | 2014          | 17 | 3     |
| Ethnikos Achnas        | Chipre | 2014-presente | 75 | 17    |